# Zenit
 For alternative betydninger, se Zenit (flertydig). (Se også artikler, som begynder med Zenit)
Zenit eller issepunkt er et punkt på himlen lodret over iagttageren. Geometrisk: det punkt hvor himmelkuglen skæres af en linje fra Jordens centrum (eller hvilken planet/måne iagttageren står på) gennem iagttagerens position på jordoverfladen og videre ud i verdensrummet. Det modsatte punkt hedder nadir.
I forbindelse med rumfart anvendes begrebet zenit om den side på en genstand, f.eks. et fartøj eller en rumstation, som vender væk fra overfladen på den planet eller måne som genstanden er i kredsløb om (dvs. genstandens overside). Den modsatte side betegnes som nadir.